# Nuuks Plads Station
Nuuks Plads Station er en undergrundsstation på den københavnske Metros cityring. Stationen er beliggende i takstzone 1 og åbnede d. 29. september 2019
Nuuks Plads Station ligger ved det tidligere Landsarkivet for Sjælland, Lolland-Falster og Bornholm, med hovedtrappe ud imod Jagtvej. Nuuk, som indtil hjemmestyrets indførelse i 1979 havde det danske navn Godthåb, er hovedbyen i Grønland.

## Stationens udformning
Stationen er beklædt med teglsten i sorte, brune og grå nuancer som en reference til stationens nabo; det tidligere landsarkiv. Hovedtrappen er placeret i krydset Jagtvej/Rantzausgade, mens en bagtrappe er placeret ud mod Hiort Lorenzens Gade i modsatte ende af stationen, hvor der også er cykelparkering.[kilde mangler]